# Margaretha Cornelia Dedel
Margaretha Cornelia Dedel (* 25. Juni 1799 in Amsterdam; † 30. April 1852 in Amsterdam) war eine niederländische Wohltäterin.

## Leben
Margaretha Cornelia Dedel wurde am 25. Juni 1799 in Amsterdam geboren. Sie war die Tochter des Juristen und Mitglieds der Generalstaaten Pieter Samuel Dedel (1766–1851) und Johanna Elisabeth Backer (1770–1810). Sie wuchs als sechstes Kind einer großen Adelsfamilie in Amsterdam mit drei Brüdern und sieben Schwestern auf. Sie heiratete am 31. August 1825 in Amsterdam den Anwalt und Literaten Frans Ernst Berg, Heer van Middelburgh (1802–1834), der ebenfalls aus einer angesehenen Amsterdamer Familie stammte. Aus der Ehe gingen drei Töchter und zwei Söhne hervor. Er starb nach langer Krankheit und längeren Abwesenheiten, wenn er in südliche Länder zur Behandlung reiste, im Januar 1834 in Nizza, wo auch die Familie mit zu dieser Kur war. Margaretha Dedel war zu der Zeit mit ihrem fünften Kind schwanger. Da die beiden Söhne unverheiratet blieben, die drei Töchter heirateten, starb dieser Zweig der Familie Berg van Middelburgh mit dem Tod ihres Sohnes Pieter Samuel (1832–1897) aus.
Als wohlhabende Frau fand Margaretha Dedel eine Beschäftigung im Bereich der Wohltätigkeit. Sie schickte 1847 einen Brief an den Prediger Ottho Gerhard Heldring, um ihn zu fragen, ob er eine Familie kennen würde, bei der ein vernachlässigtes Mädchen untergebracht werden könne. Auch mit dieser Anfrage trug sie dazu bei, dass Heldring daraufhin das Asyl Steenbeek für „gefallene Mädchen“ und Prostituierte gründete, denn er hatte zuvor das Frauengefängnis in Gouda besucht und sich gefragt, wie diesen Frauen geholfen werden könnte. Heldring kaufte eine alte Brauerei, die er in ein Heim für diese Frauen umbauen ließ. Die Leitung des Hauses übertrug er Petronella Voûte. Ende 1848 lebten dort bereits 23 Mädchen und vier weitere sollten bald eintreffen. Margaretha Dedel gehörte von Anfang an zum Vorstand des Asyls Steenbeek. Sie unterstütze die Einrichtung auch finanziell. Im Jahr 1848 spendete sie zehn Gulden, eine Zuwendung, die im Jahresbericht erwähnt wurde. Da auch anonyme Beträge eingingen und es Damen gab, die für bestimmte Mädchen bezahlten, ist es möglich, dass ihre finanzielle Rolle größer war.
Am 30. April 1852 starb Margaretha Dedel im Alter von 52 Jahren in Amsterdam.